# یواس‌اس دورتچ (دی‌دی-۶۷۰)
یواس‌اس دورتچ (دی‌دی-۶۷۰) (به انگلیسی: USS Dortch (DD-670)) یک کشتی بود که طول آن ۱۱۴٫۷ متر (۳۷۶ فوت) بود. این کشتی در سال ۱۹۴۳ ساخته شد.